# Station Solbråtan
Station Solbråtan (Noors: Solbråtan holdeplass) is een halte in Solbråtan in de gemeente Oppegård. De halte  ligt aan Østfoldbanen. 
Solbråtan wordt bediend door lijn L2, de stoptrein tussen Skøyen en Ski.